# آرامگاه شیخ شعیب
بقعه شیخ شعیب مربوط به سدهٔ ۸ ه.ق است و در خنج، محله شعیبی واقع شده و این اثر در تاریخ ۲۵ اسفند ۱۳۷۸ با شمارهٔ ثبت ۲۶۱۸ به‌عنوان یکی از آثار ملی ایران به ثبت رسیده است.